# (7323) Robersomma
(7323) Robersomma est un astéroïde de la ceinture principale.

## Description
(7323) Robersomma est un astéroïde de la ceinture principale. Il fut découvert le 22 septembre 1979 à Naoutchnyï par Nikolaï Tchernykh. Il présente une orbite caractérisée par un demi-grand axe de 3,20 UA, une excentricité de 0,25 et une inclinaison de 2,6° par rapport à l'écliptique.

## Compléments